# Canton du Canigou
Le canton du Canigou est une circonscription électorale française du département des Pyrénées-Orientales créée par le décret du 26 février 2014 et entrée en vigueur lors des premières élections départementales suivant la publication du décret.

## Histoire
Un nouveau découpage cantonal des Pyrénées-Orientales entre en vigueur à l'occasion des élections départementales de 2015. Il est défini par le décret du 26 février 2014, en application des lois du 17 mai 2013 (loi organique 2013-402 et loi 2013-403). Les conseillers départementaux sont, à compter de ces élections, élus au scrutin majoritaire binominal mixte. Les électeurs de chaque canton élisent au Conseil départemental, nouvelle appellation du Conseil général, deux membres de sexe différent, qui se présentent en binôme de candidats. Les conseillers départementaux sont élus pour 6 ans au scrutin binominal majoritaire à deux tours, l'accès au second tour nécessitant 12,5 % des inscrits au 1er tour. En outre la totalité des conseillers départementaux est renouvelée. Ce nouveau mode de scrutin nécessite un redécoupage des cantons dont le nombre est divisé par deux avec arrondi à l'unité impaire supérieure si ce nombre n'est pas entier impair, assorti de conditions de seuils minimaux. Dans les Pyrénées-Orientales, le nombre de cantons passe ainsi de 31 à 17.
Le nouveau canton du Canigou est formé de communes des anciens cantons de Arles-sur-Tech (8 communes), de Vinça (16 communes), de Prades (6 communes), de Prats-de-Mollo-la-Preste (6 communes), de Olette (3 communes) et de Céret (2 communes). Avec ce redécoupage administratif, le territoire du canton s'affranchit des limites d'arrondissements, avec 16 communes incluses dans l'arrondissement de Céret et 25 dans celui de Prades. Le bureau centralisateur est situé à Amélie-les-Bains-Palalda.

## Représentation
| Période élective | Période élective | Mandat | Mandat   | Identité          | Nuance | Nuance | Qualité |
| ---------------- | ---------------- | ------ | -------- | ----------------- | ------ | ------ | --- |
| 2015             | 2021             | 2015   | 2021     | Ségolène Neuville |        | PS     | Médecin hospitalier Ancienne Secrétaire d'état (2014-2017) Ancienne conseillère générale du Canton de Perpignan-V (2008-2015) Ancienne députée (2012-2014)   |
| 2015             | 2021             | 2015   | 2021     | Alexandre Reynal  |        | PS     | Ancien Maire d'Amélie-les-Bains-Palalda (2001-2020) Ancien conseiller général du Canton d'Arles-sur-Tech (2001-2015) Vice-Président du conseil départemental |
| 2021             | 2028             | 2021   | en cours | Marie-Edith Peral |        | PS     | Ancienne employée, maire d'Estoher |
| 2021             | 2028             | 2021   | en cours | Alexandre Reynal  |        | PS     | Conseiller sortant, 6ème Vice-Président du conseil départemental                                                                                             |

### Résultats détaillés

#### Élections de mars 2015
À l'issue du 1er tour des élections départementales de 2015, trois binômes sont en ballottage : Ségolène Neuville et Alexandre Reynal (PS, 37,92 %), Anne-Marie Canal et Claude Ferrer (DVD, 23,62 %) et François De La Robertie et Odile Lemaire (FN, 23,31 %). Le taux de participation est de 57,91 % (9 628 votants sur 16 626 inscrits) contre 55,72 % au niveau départemental et 50,17 % au niveau national.
Au second tour, Ségolène Neuville et Alexandre Reynal (PS) sont élus avec 51,1 % des suffrages exprimés et un taux de participation de 60,59 % (4 913 voix pour 10 074 votants et 16 626 inscrits).

#### Élections de juin 2021
Le premier tour des élections départementales de 2021 est marqué par un très faible taux de participation (33,26 % au niveau national). Dans le canton du Canigou, ce taux de participation est de 41,11 % (6 895 votants sur 16 771 inscrits) contre 35,53 % au niveau départemental. À l'issue de ce premier tour, deux binômes sont en ballottage : Marie-Edith Peral et Alexandre Reynal (PS, 32,21 %) et Fabienne Bardon et Claude Ferrer (DVC, 28,87 %).
Le second tour des élections est marqué une nouvelle fois par une abstention massive équivalente au premier tour. Les taux de participation sont de 34,36 % au niveau national, 38,03 % dans le département et 42,99 % dans le canton du Canigou. Marie-Edith Peral et Alexandre Reynal (PS) sont élus avec 50,27 % des suffrages exprimés (3 325 voix pour 7 210 votants et 16 772 inscrits),,.

## Composition
Le nouveau canton du Canigou comprend quarante-et-une communes entières.
| Nom                                              | Code Insee | Intercommunalité       | Superficie (km2) | Population (dernière pop. légale) | Densité (hab./km2) | Modifier                                    |
| ------------------------------------------------ | ---------- | ---------------------- | ---------------- | --------------------------------- | ------------------ | ------------------------------------------- |
| Amélie-les-Bains-Palalda (bureau centralisateur) | 66003      | CC du Haut Vallespir   | 29,43            | 3 553 (2022)                      | 121                | modifier les données · modifier les données |
| Arles-sur-Tech                                   | 66009      | CC du Haut Vallespir   | 28,82            | 2 805 (2022)                      | 97                 | modifier les données · modifier les données |
| Baillestavy                                      | 66013      | CC Conflent Canigó     | 17,89            | 117 (2022)                        | 6,5                | modifier les données · modifier les données |
| La Bastide                                       | 66018      | CC du Haut Vallespir   | 15,63            | 62 (2022)                         | 4,0                | modifier les données · modifier les données |
| Boule-d'Amont                                    | 66022      | CC Roussillon Conflent | 23,22            | 64 (2022)                         | 2,8                | modifier les données · modifier les données |
| Bouleternère                                     | 66023      | CC Roussillon Conflent | 10,63            | 953 (2022)                        | 90                 | modifier les données · modifier les données |
| Casefabre                                        | 66040      | CC Roussillon Conflent | 6,99             | 43 (2022)                         | 6,2                | modifier les données · modifier les données |
| Casteil                                          | 66043      | CC Conflent Canigó     | 29,83            | 140 (2022)                        | 4,7                | modifier les données · modifier les données |
| Corneilla-de-Conflent                            | 66057      | CC Conflent Canigó     | 11,02            | 532 (2022)                        | 48                 | modifier les données · modifier les données |
| Corsavy                                          | 66060      | CC du Haut Vallespir   | 47,02            | 247 (2022)                        | 5,3                | modifier les données · modifier les données |
| Coustouges                                       | 66061      | CC du Haut Vallespir   | 16,86            | 93 (2022)                         | 5,5                | modifier les données · modifier les données |
| Espira-de-Conflent                               | 66070      | CC Conflent Canigó     | 6,03             | 220 (2022)                        | 36                 | modifier les données · modifier les données |
| Estoher                                          | 66073      | CC Conflent Canigó     | 26,08            | 154 (2022)                        | 5,9                | modifier les données · modifier les données |
| Fillols                                          | 66078      | CC Conflent Canigó     | 8,40             | 208 (2022)                        | 25                 | modifier les données · modifier les données |
| Finestret                                        | 66079      | CC Conflent Canigó     | 8,43             | 201 (2022)                        | 24                 | modifier les données · modifier les données |
| Fuilla                                           | 66085      | CC Conflent Canigó     | 9,69             | 435 (2022)                        | 45                 | modifier les données · modifier les données |
| Glorianes                                        | 66086      | CC Roussillon Conflent | 18,72            | 16 (2022)                         | 0,85               | modifier les données · modifier les données |
| Joch                                             | 66089      | CC Conflent Canigó     | 3,38             | 396 (2022)                        | 117                | modifier les données · modifier les données |
| Lamanère                                         | 66091      | CC du Haut Vallespir   | 23,83            | 54 (2022)                         | 2,3                | modifier les données · modifier les données |
| Mantet                                           | 66102      | CC Conflent Canigó     | 32,15            | 35 (2022)                         | 1,1                | modifier les données · modifier les données |
| Marquixanes                                      | 66103      | CC Conflent Canigó     | 4,80             | 585 (2022)                        | 122                | modifier les données · modifier les données |
| Montbolo                                         | 66113      | CC du Haut Vallespir   | 21,98            | 179 (2022)                        | 8,1                | modifier les données · modifier les données |
| Montferrer                                       | 66116      | CC du Haut Vallespir   | 21,95            | 216 (2022)                        | 9,8                | modifier les données · modifier les données |
| Prats-de-Mollo-la-Preste                         | 66150      | CC du Haut Vallespir   | 145,09           | 1 114 (2022)                      | 7,7                | modifier les données · modifier les données |
| Prunet-et-Belpuig                                | 66153      | CC Roussillon Conflent | 21,68            | 45 (2022)                         | 2,1                | modifier les données · modifier les données |
| Py                                               | 66155      | CC Conflent Canigó     | 50,86            | 79 (2022)                         | 1,6                | modifier les données · modifier les données |
| Reynès                                           | 66160      | CC du Vallespir        | 27,56            | 1 234 (2022)                      | 45                 | modifier les données · modifier les données |
| Rigarda                                          | 66162      | CC Conflent Canigó     | 3,60             | 700 (2022)                        | 194                | modifier les données · modifier les données |
| Rodès                                            | 66165      | CC Roussillon Conflent | 18,11            | 717 (2022)                        | 40                 | modifier les données · modifier les données |
| Sahorre                                          | 66166      | CC Conflent Canigó     | 14,88            | 399 (2022)                        | 27                 | modifier les données · modifier les données |
| Saint-Laurent-de-Cerdans                         | 66179      | CC du Haut Vallespir   | 45,08            | 1 020 (2022)                      | 23                 | modifier les données · modifier les données |
| Saint-Marsal                                     | 66183      | CC du Haut Vallespir   | 15,36            | 73 (2022)                         | 4,8                | modifier les données · modifier les données |
| Saint-Michel-de-Llotes                           | 66185      | CC Roussillon Conflent | 8,64             | 360 (2022)                        | 42                 | modifier les données · modifier les données |
| Serralongue                                      | 66194      | CC du Haut Vallespir   | 23,04            | 243 (2022)                        | 11                 | modifier les données · modifier les données |
| Taillet                                          | 66199      | CC du Vallespir        | 10,02            | 106 (2022)                        | 11                 | modifier les données · modifier les données |
| Taulis                                           | 66203      | CC du Haut Vallespir   | 6,19             | 58 (2022)                         | 9,4                | modifier les données · modifier les données |
| Taurinya                                         | 66204      | CC Conflent Canigó     | 14,50            | 327 (2022)                        | 23                 | modifier les données · modifier les données |
| Le Tech                                          | 66206      | CC du Haut Vallespir   | 25,18            | 97 (2022)                         | 3,9                | modifier les données · modifier les données |
| Valmanya                                         | 66221      | CC Conflent Canigó     | 27,63            | 34 (2022)                         | 1,2                | modifier les données · modifier les données |
| Vernet-les-Bains                                 | 66222      | CC Conflent Canigó     | 16,76            | 1 441 (2022)                      | 86                 | modifier les données · modifier les données |
| Vinça                                            | 66230      | CC Conflent Canigó     | 7,74             | 2 205 (2022)                      | 285                | modifier les données · modifier les données |
| Canton du Canigou                                | 6602       |                        | 904,70           | 21 560 (2022)                     | 24                 | modifier les données                        |

## Démographie
En 2022, le canton comptait 21 560 habitants, en évolution de +3,45 % par rapport à 2016 (Pyrénées-Orientales : +3,92 %, France hors Mayotte : +2,11 %).
| 2013   | 2018   | 2022   |
| ------ | ------ | ------ |
| 20 836 | 20 938 | 21 560 |